# 4e bataillon d'infanterie de marine
Pour les articles homonymes, voir 4e bataillon.
Cet article concerne le bataillon d'infanterie de marine. Pour le 4e bataillon d'infanterie coloniale, voir 4e régiment d'infanterie de marine.
Le 4e bataillon d'infanterie de marine (4e BIMa) est une unité de l'Armée de terre française.

## Création et différentes dénominations
- 1er décembre 1958 : formation du 4e bataillon d'infanterie de marine par changement de nom du Bataillon autonome de Basse-Guinée
- 30 juin 1959 : dissolution
- 1er septembre 1974 : nouvelle formation du 4e bataillon d'infanterie de marine à partir du 4e régiment interarmes d'outre-mer
- 1er juillet 1978 : devient 43e bataillon d'infanterie de marine

## Historique du régiment

### Première période
Le 4e BIMa est créé à partir du Bataillon autonome de Basse-Guinée, qui quitte la Guinée pour le Sénégal après l'indépendance de la première. Il rejoint Saint-Louis et Rosso avant d'être dissous le 30 juin 1959.

### Seconde période
Recréé le 1er septembre 1974, le bataillon est en garnison à Port-Bouët (Abidjan). Il compte un état-major, une compagnie de commandement et de soutien et un escadron blindé d'AML. Il devient 43e BIMa le 1er juillet 1978.

## Insigne

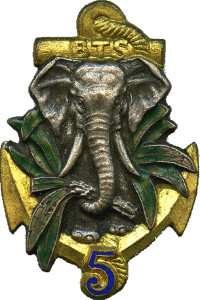
Insigne du BTS no 5, identique à celui du 4e BIMa sauf les inscriptions.

L'insigne du 4e BIMa de 1974 reprend (sauf l'inscription) l'insigne 4e RIAOM et du bataillon de tirailleurs sénégalais no 5 : sur l'ancre des troupes coloniales, un éléphant de face, la trompe au repos, émerge de la végétation tropicale. L'éléphant d'Afrique à grandes oreilles, en position d'intimidation, est symbole de force et d'efficacité et les feuilles font référence aux bananiers, richesse de la Côte d'Ivoire.
L'insigne reprend l'homologation G.2052 de celui du 4e RIAOM et est fabriqué par Drago.